# Xie Yanze
Xie Yanze (chinesisch 謝彥澤, Pinyin Xie Yanze; * 11. Januar 1984) ist eine ehemalige chinesische Tennisspielerin.

## Karriere
Xie spielte hauptsächlich Turniere auf der ITF Women’s World Tennis Tour, wo sie sechs Titel im Einzel und sieben im Doppel gewinnen konnte.

## Turniersiege

### Einzel
| Nr. | Datum            | Turnier  | Kategorie   | Belag     | Finalgegnerin    | Ergebnis |
| --- | ---------------- | -------- | ----------- | --------- | ---------------- | -------- |
| 1.  | 4. August 2002   | Tongliao | ITF $10.000 | Hartplatz | Du Rui           | 6:3, 6:1 |
| 2.  | 8. Juni 2003     | Seoul    | ITF $25.000 | Hartplatz | Jeon Mi-ra       | 6:3, 6:4 |
| 3.  | 9. November 2003 | Taizhou  | ITF $25.000 | Hartplatz | Lenka Tvarošková | 6:1, 6:4 |
| 4.  | 17. April 2005   | Changsha | ITF $10.000 | Hartplatz | Yu Ying          | 6:1, 6:1 |
| 5.  | 5. Juni 2005     | Nanjing  | ITF $25.000 | Hartplatz | Daniela Kix      | 6:2, 6:2 |
| 6.  | 11. Mai 2008     | Changwon | ITF $25.000 | Hartplatz | Alexandra Panowa | 6:4, 6:4 |

### Doppel
| Nr. | Datum            | Turnier    | Kategorie   | Belag     | Partnerin        | Finalgegnerinnen                 | Ergebnis       |
| --- | ---------------- | ---------- | ----------- | --------- | ---------------- | -------------------------------- | -------------- |
| 1.  | 14. Juli 2001    | Tianjin    | ITF $10.000 | Hartplatz | Ma Enyue         | Peng Shuai Liu Nannan            | 7:5, 5:7, 6:4  |
| 2.  | 8. November 2003 | Taizhou    | ITF $25.000 | Hartplatz | Peng Shuai       | Yang Shujing Yu Ying             | 6:3, 4:6, 6:2  |
| 3.  | 24. Januar 2004  | Boca Raton | ITF $10.000 | Hartplatz | Peng Shuai       | Allison Bradshaw Julie Ditty     | 6:1, 6:2       |
| 4.  | Juni 2005        | Nanjing    | ITF $25,000 | Hartplatz | Chuang Chia-jung | Maria-Jose Argeri Leticia Sobral | 6:3, 65:7, 6:2 |
| 5.  | August 2005      | Nanjing    | ITF $25.000 | Hartplatz | Julija Jefremowa | Tomoko Sugano Akiko Yonemura     | 6:4, 6:3       |
| 6.  | August 2006      | Nanjing    | ITF $25,000 | Hartplatz | Chuang Chia-jung | Ji Chunmei Sun Shengnan          | 6:1, 7:611     |
| 7.  | 12. Mai 2007     | Chengdu    | ITF $25.000 | Hartplatz | Song Shanshan    | Huang Lei Xu Yifan               | 6:3, 7:5       |